# Euopius cubitalis
Euopius cubitalis är en stekelart som först beskrevs av Fischer 1965.  Euopius cubitalis ingår i släktet Euopius och familjen bracksteklar. Inga underarter finns listade i Catalogue of Life.